# Vitry-sur-Seine
Vitry-sur-Seine- es una localidad y comuna de Francia, en la región de Isla de Francia, departamento de Valle del Marne, en el distrito de Créteil. La comuna forma los cantones de Vitry-sur-Seine-Est, Vitry-sur-Seine-Nord y Vitry-sur-Seine-Ouest.
Forma parte de la aglomeración urbana de París.
No está integrada en ninguna Communauté de communes o similar.

## Demografía
| 3 025 | 2 018 | 2 100 | 1 956 | 2 506 | 2 079 | 2 831 | 2 559 | 2 600 | 3 095 | 3 745 | 3 758 | 4 155 | 5 284 | 6 122 | 7 161 | 8 010 | 9 894 | 11 497 | 14 969 | 21 492 | 31 355 | 41 919 | 46 945 | 44 058 | 52 540 | 64 409 | 77 846 | 87 316 | 85 263 | 82 400 | 78 908 | 82 100 | 83 650 |
| Para los censos de 1962 a 1999 la población legal corresponde a la población sin duplicidades (Fuente: INSEE [Consultar]) |       |       |       |       |       |       |       |       |       |       |       |       |       |       |       |       |       |        |        |        |        |        |        |        |        |        |        |        |        |        |        |        |        |

## Cantones

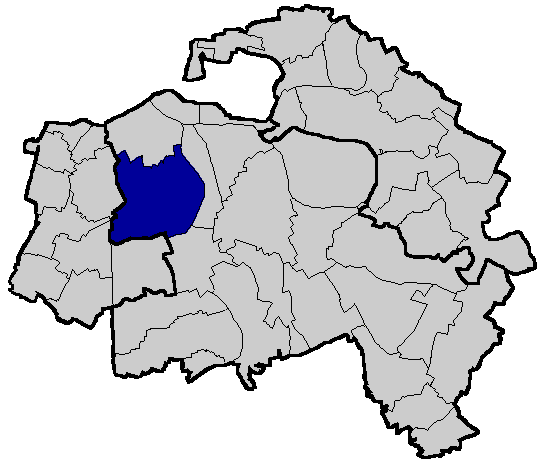
Situación de Vitry en el departamento de Valle del Marne.

| Cantón | Población en 1999 | Población en 2007 |
| ------ | ----------------- | ----------------- |
| Este   | 27 812            | 28 061            |
| Norte  | 24 986            | 28 453            |
| Oeste  | 26 110            | 27 136            |